# 高山花瓣蟹
高山花瓣蟹（学名：Liomera monticulosa）为扇蟹科花瓣蟹属的动物。分布于日本、塔希提、新喀里多尼亚、澳大利亚、安达曼、斯里兰卡、东非以及中国大陆的西沙群岛等地，生活环境为海水，一般栖息于珊瑚礁浅水中。